# Puppy (Cadell)
Puppy (Cadell en català) és una escultura realitzada per l'artista americà Jeff Koons l'any 1992. Representa un cadell caní de la raça West Highland White Terrier i està format per una estructura d'acer coberta de flors. Originàriament, l'obra va ser encarregada i instal·lada a Bad Arolsen, on hi va ser des de 1992 fins que es va tornar a erigir al port de Sydney e 1995, i el 1997 la va comprar The Solomon R Guggenheim foundation per al Museu Guggenheim de Bilbao. Hi ha una còpia de l'obra, que l'empresari americà Peter Brant, marit de la model Stephanie Seymour, va encarregar a Koons per la seva finca de Connecticut.

## Història
L'obra va ser l'escenari d'un intent d'atemptat de l'organització armada Euskadi Ta Askatasuna. El 13 d'octubre de 1997, l'escamot Katu, format per Eneko Gogeaskoetxea, Kepa Arronategi i un tercer home no identificat, disfressats de jardiners, haurien intentat col·locar tres testos amb fins a 12 llançagranades. Foren aturats per l'ertzaintza Txema Agirre, a qui els militants van disparar i va morir posteriorment. Es va sospitar que el seu objectiu era fer-les explotar via control remot el dia de la inauguració, en què hi assistiria el monarca Joan Carles I d'Espanya.

## Anàlisi
Es pot considerar Puppy una obra dedicada al sentimentalisme, en utilitzar com a elements principals les flors i els gossos, així com un contrast entre la imponència en la mida de l'obra i la seva aparent frondositat amb la candidesa dels elements i la puerilitat dels elements principals, el gos i les flors.

## Galeria
- Puppy de nit
- Puppy amb la Torre Iberdrola de fons
- Detall
- Escultura de nit amb el Museu Guggenheim de fons